# مانربا دل گاردا
مانربا دل گاردا (به ایتالیایی: Manerba del Garda) یک کومونه در ایتالیا است که در استان برشا واقع شده‌است.

## خصوصیات
مانربا دل گاردا ۲۸ کیلومترمربع مساحت و ۵٬۱۴۱ نفر جمعیت دارد و ۱۳۰ متر بالاتر از سطح دریا واقع شده‌است.